# 荒川高俊
荒川 高俊（あらかわ たかとし、1856年（安政3年）- 1889年（明治22年））は 自由民権運動家。栃木県（下野国）黒羽藩出身。
大関私立作新館に学び、私塾東京学館（宮武外骨の兄・宮武南海の学校）の英語教師を経て民権結社の北辰社を設立し、民権論を広めた。また、1889年（明治22年）には、新井章吾・大井憲太郎らとともに非政社派大同協和派を組織した。